# Örebro centralstation
Örebro centralstation (Örebro C) – główny dworzec kolejowy w Örebro, w regionie Örebro, w Szwecji. Jest centralnie usytuowany w Nobeltunneln i Östra Bangatan. Stacja została wybudowana w roku 1862, została zaprojektowana przez architekta Adolfa W. Edelsvärda. Pierwotna nazwa stacji brzmiała Örebro Norra.
Stacja ma połączenia m.in. do Hallsberg, Göteborga, Sztokholmu, Falun i Åre.